# Kim Tae-min
Kim Tae-min (kor. 김태민; * 25. Mai 1982) ist ein ehemaliger südkoreanischer Fußballspieler.

## Karriere
Kim Tae-min erlernte das Fußballspielen in der Schulmannschaft der Cheonggu High School. Seinen ersten Vertrag unterschrieb er 2001 bei den Busan i.cons. Der Verein aus Busan spielte in der ersten Liga des Landes, der K League 1. 2004 gewann er mit dem Verein den Korean FA Cup. Im Endspiel besiegte man Jeju United im Elfmeterschießen. 2008 wechselte er zum Ligakonkurrenten Jeju United. Für den Klub aus Jeju-si stand er zehnmal in der ersten Liga auf dem Spielfeld. Die Saison 2009 und 2010 spielte er beim Sangju Sangmu FC. Zu den Spielern des Vereins zählen südkoreanische Profifußballer, die ihren zweijährigen Militärdienst ableisten. Die Saison 2012 spielte er beim ebenfalls in der ersten Liga spielenden Gangwon FC in Gangwon-do. Für Gangwon absolvierte er 26 Erstligaspiele. 2013 verließ er seine Heimat und ging in die Volksrepublik China, wo er sich dem Chongqing FC anschloss. Der Verein aus Chongqing spielte in der zweiten chinesischen Liga, der China League One. Nach einer Saison ging er 2014 nach Thailand. Hier unterschrieb er einen Vertrag bei Police United. Der Verein aus der thailändischen Hauptstadt Bangkok spielte in der ersten Liga, der Thai Premier League. Nach 20 Erstligaspielen wechselte er am 1. September 2014 nach Hongkong. Hier schloss er sich dem in der ersten Liga spielenden Kitchee SC an. Mit Kitchee wurde er 2015 Meister und 2016 Vizemeister. 2015 gewann er mit Kitchee den Hong Kong FA Cup. Im Finale besiegte man Eastern AA mit 2:0. Den Hong Kong League Cup gewann er 2015 und 2016. Am 1. Juli 2017 beendete er seine Karriere als aktiver Fußballspieler.

## Erfolge
Busan i.cons
- Korean FA Cup: 2004

Kitchee SC
- Hong Kong Premier League: 2014/15
- Hong Kong FA Cup: 2014/2015
- Hong Kong League Cup: 2014/15, 2015/16